# یونیکست

ارسال اطلاعات در قالب تک‌پخشی

یونیکست (به انگلیسی: Unicast) یا تک پخشی،  در شبکه رایانه‌ای انتقال بسته‌های اطلاعاتی است به یک و تنها یک رایانه مقصد.
تک پخشی در مخابرات بین یک فرستنده و یک گیرنده است. این واژه در تضاد با چندپخشی است که در آن مخابره بین یک فرستنده و چندین گیرنده انجام می‌شود.
این مفهوم همچنین در تضاد با هر پخشی است که در آن ارتباط و انتقال داده بین یک فرستنده و نزدیک‌ترین گیرنده‌های موجود در یک گروه مخابرات داده برقرار می‌شود.
از طرف دیگر واژهٔ سنتی نقطه‌به‌نقطه (ارتباطات از راه دور)  در ارتباطات شبکه‌ای، معنایی مشابه معنی یونیکست دارد؛ چرا که در آن ارتباط بین فرستنده و گیرنده در دو سر یک لینک مخابراتی برقرار است. پروتکل اینترنت نسخه ۶ یونیکست را به خوبی هرپخشی و چندپخشی پشتیبانی می‌کند.
یونیکست با وجود محدودیت ظاهری که دارد (ارسال داده از یک مبدأ به یک مقصد)، پروتکل غالب در مسیریابی‌های شبکه‌های محلی و همچنین شبکهٔ اینترنت محسوب می‌شود. همچنین پروتکل‌های کاربردی مانند پروتکل انتقال ابرمتن، قرارداد ساده نامه‌رسانی، پروتکل انتقال فایل و تلنت چون بر پایهٔ قرارداد هدایت انتقال طراحی شده‌اند، مد انتقال دادهٔ یونیکست را پشتیبانی می‌کنند.

## بیان مسئله به زبان ریاضی
یک شبکهٔ مخابرات داده را در نظر بگیرد که فرستنده، گیرنده و همچنین تمام رهیاب رئوس گراف را شکل می‌دهند. یال‌های گراف لینک‌های مخابراتی بین دو راس مجاور هستند و هر لینک ارتباطی یک ظرفیت مشخص دارد که محدود‌کنندهٔ نرخ ارسال اطلاعات روی آن است. قصد داریم مسیری برای ارسال اطلاعات از فرستنده به گیرنده بیابیم به گونه‌ای که بیشترین جریان داده از مبدأ به مقصد داشته باشیم به گونه ای‌که دو شرط زیر محقق شوند:
شرط اول: شرط ظرفیت کانال
نرخ ارسال داده روی هر لینک ارتباطینقطه‌به‌نقطه (ارتباطات از راه دور) بین دو راس مجاور از ظرفیت آن کانال بیشتر نباشد .
{\displaystyle \forall (u,v)\in E:\qquad f_{uv}\leq c_{uv}}
شرط دوم: شرط بقای جریان
برای هر راس در گراف شبکه نرخ ورود اطلاعات با نرخ خروج آن برابر باشد، مگر برای رئوس فرستنده و گیرنده؛ چرا که این دو داده را تولید و مصرف می‌کنند در حالیکه گره‌های میانی صرفاً وظیفهٔ تعیین مسیر برای بستهٔ دریافتی را بر عهده دارند و داده‌ای را تولید یا مصرف نمی‌کنند.
{\displaystyle \forall v\in V\setminus \{s,t\}:\qquad \sum \nolimits _{\{u:(u,v)\in E\}}f_{uv}=\sum \nolimits _{\{u:(v,u)\in E\}}f_{vu}.}
در این صورت بیشترین نرخ قابل دسترسی در انتقال داده از این قرار است :
{\displaystyle |f|=\sum \nolimits _{v\in V}f_{sv},}

## مسیریابی
یافتن جریان بیشینه و مسیر متناظر آن، از طریق الگوریتم فورد–فالکرسون انجام می‌پذیرد. استفاده از گراف مانده مسیری را برای ارسال اطلاعات از مبدأ به مقصد مشخص می‌کند که بیشترین ظرفیت ممکن را دارد. با کمک قضایای تئوری اطلاعات ثابت می‌شود که در صورت استفاده از روش‌های کدینگ شبکه نرخ ارسال اطلاعات در مسئلهٔ یونیکست افزایش نمی‌یابد.

## تفاوت‌های بین تک‌پخشی، چندپخشی و پخش سراسری
یونیکست (تک‌پخشی):

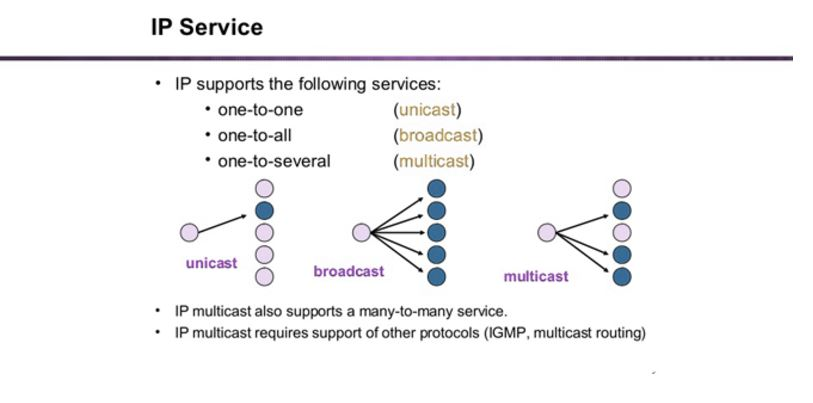
difference_unicast_multicast_broadcast

ترافیک داده که شامل جریانی از بسته‌های IP است، درون یک شبکه از یک نقطه، مانند میزبان یک وب سایت به سمت یک نقطهٔ دیگر مانند یک کارخواه کامپیوتر شخصی جریان می‌یابد. همان‌گونه که گفته شد، این معمول‌ترین شیوهٔ انتقال داده در اینترنت است.
برادکست (پخش سراسری):
در اینجا ترافیک داده که شامل جریانی از بسته‌های IP است، درون یک شبکه از یک نقطه، مانند میزبان یک وب سایت به سمت تمام نقاط پایانی ارسال می‌شود. این آسانترین روش برای برای اطمینان یافتن از دریافت داده در تمامی مقاصد است.
این روش بیشتر مورد بهره‌وری شبکه‌های تلویزیونی، برای توزیع ویدئو و صوت، قرار می‌گیرد. حتی اگر شبکهٔ تلویزیونی یک شبکهٔ تلویزیون کابلی باشد، سیگنال مبدأ به تمام مقاصد ممکنه می‌رسد (این دقیقاً دلیل اصلی خراب شدن سیگنال دریافتی برخی کانال‌ها است).
پخش سراسری در شبکه‌های عمومی اینترنت ، به دلیل حجم بسیار زیاد داده‌های غیرضروری که به شکل بی‌وقفه به هر دستگاه کاربر می‌رسد، عملی نیست.
مالتی‌کست (چند پخشی):
در این روش ترافیک بین مرزهای یونیکست و برادکست جای می‌گیرد. مالتی‌کست یک روش توزیع ترافیک از «یک منبع به تعدادی مقصد» است. این بدان معناست که که تنها مقاصدی که فیلترشان را برای گرفتن داده‌های خاصی تنظیم کرده‌اند، می‌توانند داده را دریافت کنند.
در یک شبکهٔ IP، مقاصد (یعنی کارخواه‌ها) معمولاً به شکل مستقیم با مبادی داده (میزبان‌ها) ارتباط ندارند، زیرا ره‌یاب‌هایی بین مبدأ و مقصد وجود دارند. بسته به روش انتقال داده این ره‌یاب‌ها عملکرد متفاوتی دارند. در حالتی‌که از روش مالتی‌کست استفاده کنیم، هر ره‌یاب متناسب با توپولوژی شبکه، بستهٔ دریافتی‌اش را روی تعداد مشخصی از خروجی‌هایش تکثیر می‌کند.
همان‌گونه که پیشتر توضیح داده شد، پخش سراسری در شبکه‌های اینترنت به معنای کلاسیکش، میسر نیست. در حالی‌که می‌دانیم پخش اینترنتی شبکه‌های تلویزیونی، سرویس‌های اشتراک فیلم و … عملکردی مشابه پخش سراسری دارند. برای رسیدن به چنین عملکرد مشابهی می‌توان دو روش عمده، که یکی مبتنی بر مسئلهٔ یونیکست و دیگری مبتنی بر مسئلهٔ مالتی‌کست است ارائه داد:
۱. حل به کمک روش یونیکست:
در این روش نسخه‌های کپی شدهٔ دادهٔ اصلی از مبدأ به تمامی مقاصدی که خواهان آن بستهٔ خاص از داده هستند، ارسال می‌شود. از آنجایی که معماری‌های می‌تنی بر یونیکست بسیار فراگیر هستند، این روش بسیار مناسب است. اما زمانی که بحث ارتباط چند-به-چند مطرح می‌شود، کارایی خود را از دست می‌دهند.
یونیکست از شروط و روش‌های IP مانند قرارداد هدایت انتقال و قرارداد داده‌نگار کاربر، که اصطلاحاً پروتکل‌های مبتنی بر نشست محسوب می‌شوند استفاده می‌کند.